# Félix Álvarez
Josep Félix Álvarez Blásquez (10 luglio 1966) è un ex calciatore andorrano, di ruolo difensore.